# Abyla carina
Abyla carina är en nässeldjursart som beskrevs av Ernst Haeckel 1888. Abyla carina ingår i släktet Abyla och familjen Abylidae. Inga underarter finns listade i Catalogue of Life.